# Mögelost

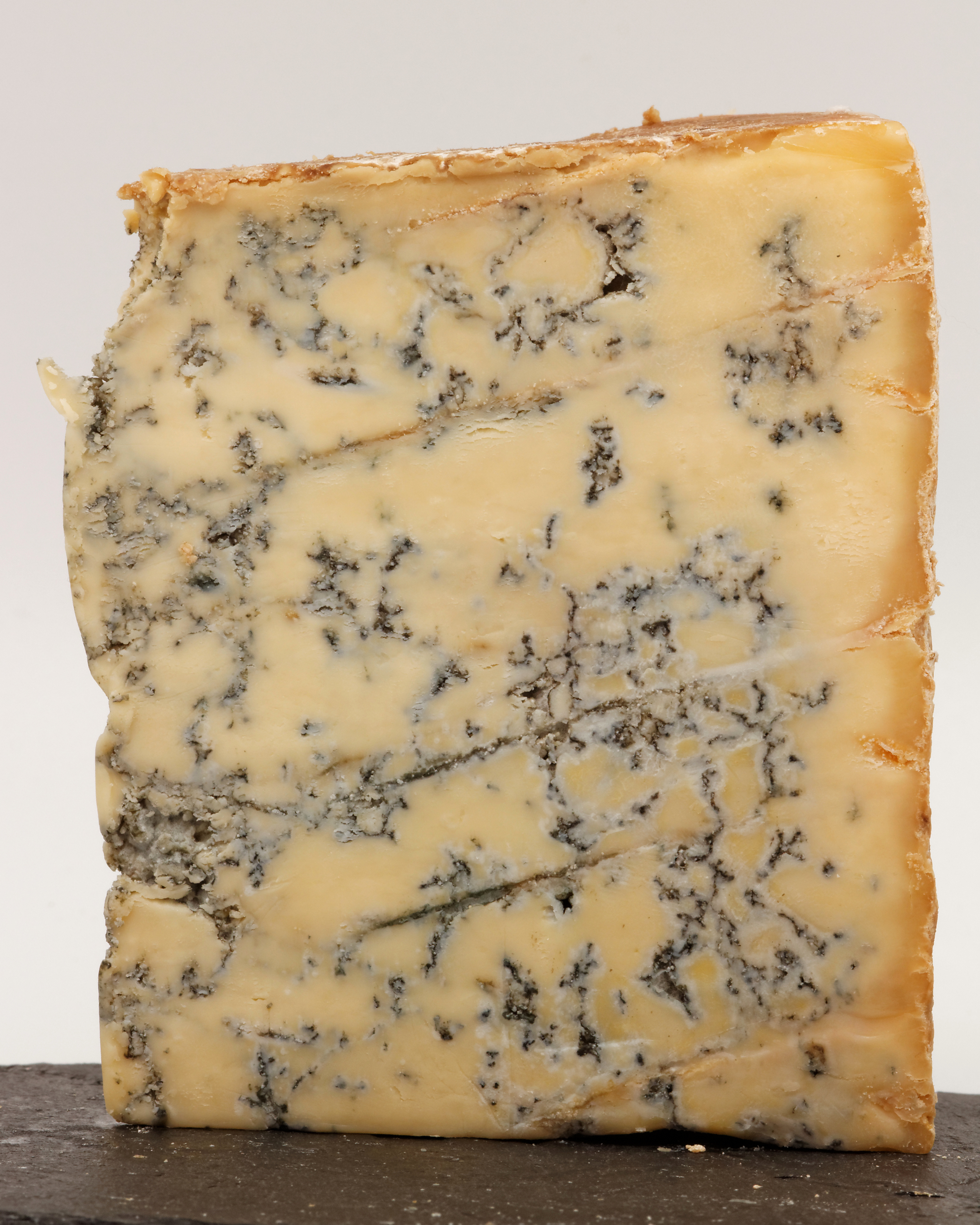
En bit av grönmögelosten Stilton.

Mögelost är dessertostar där vissa mögelarter, framför allt av släktet Penicillium, används för att skapa ostens smak och konsistens. Mögelostar delas vanligen upp i vitmögelostar och blågröna mögelostar. Vissa av de senare kallas traditionellt för grönmögelostar och vissa för blåmögelostar, men i grunden är det samma kategori av ost. Dessertostar som vitmögelost har kortare hållbarhet än hårdostar.

## Vitmögelostar
Brie, Camembert, Brillat Savarin och Chaource är exempel på ostar där Penicillium candida eller P. camemberti tillåts växa på utsidan av osten under några dagar eller veckor.

## Blågröna mögelostar
Gorgonzola, Roquefort och Stilton är exempel på blågröna mögelostar. Det vanligaste möglet på blågröna mögelostar är Penicillium roqueforti. En svensk beteckning för blågrön mögelost är ädelost.